# Pauline af Württemberg (1810-1856)
 For alternative betydninger, se Pauline af Württemberg. (Se også artikler, som begynder med Pauline af Württemberg)
Pauline af Württemberg (født 25. februar 1810 i Stuttgart, død 7. juli 1856 i Wiesbaden) var prinsesse af Kongeriget Württemberg. Hun var datter af Paul af Württemberg og Charlotte af Sachsen-Hildburghausen. 23. april 1829 giftede hun sig med Vilhelm I af Nassau i Stuttgart. Hun var tipoldemor til Harald 5. af Norge, på hans mors side.